# Kildinstroj
Kildinstroj – osiedle typu miejskiego w Rosji, w obwodzie murmańskim. W 2010 roku liczyło 2063 mieszkańców.